# Judith Rodríguez
Judith Rodríguez Menéndez (Vigo, 11 de septiembre de 1995) es una deportista española que compite en esgrima en silla de ruedas. Ganó una medalla de bronce en los Juegos Paralímpicos de París 2024, en la prueba de florete individual (clase A).

## Palmarés internacional
| Juegos Paralímpicos | Juegos Paralímpicos | Juegos Paralímpicos | Juegos Paralímpicos  |
| Año                 | Lugar               | Medalla             | Prueba               |
| ------------------- | ------------------- | ------------------- | -------------------- |
| 2024                | París (Francia)     | Medalla de bronce   | Florete individual A |